# هنري روجاس
هنري روجاس (بالإسبانية: Henry Rojas)‏ (27 يوليو 1987 في كولومبيا - ) هو لاعب كرة قدم كولومبي في مركز الوسط. لعب مع أتلتيكو جونيور وأتلتيكو ناسيونال وأتليتيكو هويلا وأونس كالداس ونادي ليتكس لوفتش ونادي ميلوناريوس وديبورتيس توليما وأليانزا بتروليرا.

## وصلات خارجية
- هنري روجاس على موقع قاعدة بيانات كرة القدم.إي يو (الإنجليزية)
- هنري روجاس على موقع Soccerway.com (الإنجليزية)
- هنري روجاس على موقع AS.com (الإسبانية)